# Richard Taverner
Richard Taverner (vers 1505-14 juillet 1575) est surtout connu pour sa traduction de la Bible, The Most Sacred Bible whiche is the holy scripture, conteyning the old and new testament, translated into English, and newly recognized with great diligence after most faythful exemplars by Rychard Taverner, connue généralement sous le nom de Bible de Taverner.

## Biographie
Taverner naquit à Brisley (à environ 20 miles au nord-ouest de Norwich) (Schaff-Herzog p. 278). Dans sa jeunesse, à la Christ Church d'Oxford, il fut troublé par la lecture du Nouveau Testament de William Tyndale, que Thomas Garret faisait circuler et recommandait. En février 1528, le cardinal Wolsey essaya de mettre la main sur Garret, qui put s'échapper provisoirement avec l'aide de son ami Anthony Dalaber ; tous les deux furent cependant ramenés à Oxford et durent participer à une cérémonie de repentance publique avec Taverner et d'autres qui devaient jouer un rôle important dans la Réformation. Il fit ses études au Corpus Christi College et au Cardinal College à l'Université d'Oxford, et obtint par la suite une maîtrise à l'Université de Cambridge. Il fut autorisé à prêcher en 1552 et servit comme juge de paix en 1558, puis comme high sheriff d'Oxford en 1569.
Plus tard, sous la direction de Thomas Cromwell, Taverner s'engagea activement dans la production d'œuvres conçues pour encourager la Réforme en Angleterre, entre autres il publia en 1539 sa traduction de la Bible, qui était en grande partie une révision de la Matthew Bible. En 1540 suivit un commentaire qui reçut l'approbation d'Henri VIII. Taverner se servit pour cette tâche de ses fortes connaissances en grec, mais son hébreu n'était pas aussi bon que son grec, si bien que ses révisions du Nouveau Testament sont considérées comme meilleures que celles de l'Ancien.
La chute de Cromwell en 1540 (et son exécution qui suivit) mirent fin à la production littéraire de Taverner et le mit en danger lui-même. Le 2 décembre 1541, il fut envoyé à la Tour de Londres par Henry VIII. Peu de temps après, il fut remis en liberté. Il se soumit au roi et regagna la faveur royale. Sous Édouard VI, alors que les prédicateurs étaient rares, il obtint une licence comme prédicateur laïque. Bien qu'ardent partisan de la Réforme (Pragman 1980), Taverner n'avait pas la vocation du martyre. Lorsque la reine Mary monta sur le trône en 1553, il l'accueillit avec An Oration Gratulatory. Après avoir perdu son poste à la cour, il s'éclipsa discrètement de la vie publique au cours de ce règne. Dès l'accession d'Élisabeth Ire en 1558, il lui adressa une épître de félicitations, refusa un titre de chevalier qu'elle lui offrait, et prêcha régulièrement à l'église Sainte-Marie d'Oxford.
En 1539, il publia Proverbs or Adages by Desiderius Erasmus Gathered out of the Chiliades and Englished, qui fut plusieurs fois réédité (White 1944). Richard Taverner mourut le 14 juillet 1575 et fut enterré dans le chancel de l'église de Woodeaton, près d'Oxford.

## Famille
L'aîné des frères cadets de Richard, Roger Taverner († 1572), fut « surveyor » et écrivain, et Peter, le deuxième fils de Richard, qui s'établit à Hexton dans le Hertfordshire, fut le père de John Taverner (1584-1638), ecclésiastique anglican.